# Acanthoprora
Acanthoprora é um gênero de traça pertencente à família Arctiidae.

## Espécies
- Acanthoprora melanoleuca Hampson, 1926
- Acanthoprora streblomita Turner, 1929